# Magnaporthales
Die Magnaporthales sind eine Ordnung der Schlauchpilze. Einige Arten sind wirtschaftlich bedeutende Pflanzenschädlinge.

## Merkmale
Die Magnaporthales bilden oberflächliche oder im Substrat eingesenkte Perithecien als Fruchtkörper, die kurze bis lange Hälse besitzen und gelb, braun oder schwarz sind. Sie färben oft auch das Substrat. Sie besitzen Paraphysen, die breit an der Basis sind und sich nach oben hin verjüngen. Die Schläuche werden über Haken gebildet und sind zylindrisch, unitunikat (einwandig) mit einer lichtbrechenden Spitze, die in der Größe variiert. Sie besitzen immer acht Sporen. Diese sind septiert, oft fadenförmig, durchscheinend gelb bis braun. Es sind Haftscheiben vorhanden. Die Nebenfruchtform ist unterschiedlich, aber die konidiogenen Zellen sind immer pigmentiert. Manchmal werden Sklerotien gebildet.

## Ökologie und Bedeutung
Vertreter der Magnaporthales sind weit verbreitet und leben parasitisch, nekrotroph oder auch saprob an vielen Pflanzenarten, besonders an Süßgräsern. Manche Arten leben auf untergetauchtem Holz. Viele Arten leben aber auch unauffällig endophytisch in den Wirtspflanzen. Zu den Magnaporthales zählen einige wirtschaftlich bedeutende Arten wie der Reisbrandpilz (Pyricularia oryzae, Syn.: Magnaporthe oryzae) oder Gaeumannomyces graminis, der die Schwarzbeinigkeit bei Getreide auslöst.

## Systematik und Taxonomie
Die  Ordnung Magnaporthales wurde 2009 von Sutheera Thongkantha, Dhanasekaran Vijaykrishna und Kevin David Hyde  erstbeschrieben. Die Typusgattung der Familie Magnaporthaceae ist allerdings Nakataea, da Magnaporthe nur noch ein Synonym ist.
Folgende Familien und Gattungen gehören zu den Magnaporthales:
- Ceratosphaeriaceae Z.L. Luo, H.Y. Su & K.D. Hyde
  - Ceratosphaeria mit 24 Arten

- Magnaporthaceae P.F. Cannon
  - Aquafiliformis mit einer Art
  - Atripes mit einer Art
  - Bifusisporella mit einer Art
  - Budhanggurabania mit einer Art
  - Buergenerula mit einer Art
  - Bussabanomyces mit einer Art
  - Clasterosphaeria mit zwei Arten
  - Clasterosporium mit 41 Arten
  - Clavatisporella mit einer Art
  - Falciphora mit einer Art
  - Falciphoriella mit einer Art
  - Gaeumannomycella mit zwei Arten
  - Gaeumannomyces mit 20 Arten
  - Herbampulla mit einer Art
  - Kohlmeyeriopsis mit einer Art
  - Magnaporthiopsis mit sieben Arten
  - Muraeriata mit zwei Arten
  - Nakataea mit acht Arten, Typusgattung, da Magnaporthe nun ein Synonym ist
  - Neogaeumannomyces mit einer Art
  - Omnidemptus mit drei Arten
  - Plagiosphaera mit einer Art
  - Pseudophialophora mit neun Arten
  - Pyriculariopsis mit neun Arten
  - Slopeiomyces mit einer Art

- Ophioceraceae Klaubauf, E.G. LeBrun & Crous
  - Ceratosphaerella mit zwei Arten
  - Ophioceras mit ungefähr 50 Arten

- Pseudohalonectriaceae Hongsanan & K.D. Hyde
  - Pseudohalonectria mit 16 Arten

- Pyriculariaceae Klaubauf, E.G. LeBrun & Crous
  - Bambusicularia mit einer Art
  - Barretomyces mit einer Art
  - Deightoniella mit 20 Arten
  - Macgarvieomyces mit drei Arten
  - Neocordana mit sechs Arten
  - Neopyricularia mit einer Art
  - Proxipyricularia mit zwei Arten
  - Pseudopyricularia mit sieben Arten
  - Pyricularia mit 84 Arten
  - Pyriculariomyces mit einer Art
  - Xenopyricularia mit einer Art